# Korespondenca
Korespondenca (fr. correspondance) so medsebojni pisemski stiki, običajno gre za dvosmerno, formalno ali zasebno komunikacijo na daljavo, ki vključuje pisma, elektronsko pošto, spletne forume, bloge ... Tradicionalno je šlo za izmenjavo pisem, ki so bila napisana na roko ali pa natipkana, danes pa poteka predvsem v elektronski obliki.
Imela je pomembno vlogo v literaturi in znanosti, predvsem v 18.stoletju in 19. stoletju ter tudi na začetku 20. stoletja. Preko pisem so si z ostalimi umetniki ali znanstveniki izmenjavali mnenja in poročali o svojem trenutnem ustvarjanju. Zbrane so v edicijah, lahko pa tudi v e-izdajah. Inštitut za slovensko literaturo in literarne vede pripravlja komentirane izdaje slovenskih klasikov, ki vsebujejo tudi pisateljske korespondence, in zbirko Korespondence pomembnih Slovencev. Pisma so bila pomembna pred pojavom znanstvene periodike, saj so pomenila edini kanal za znanstveno komunikacijo. Korespondence so obvezni sestavni del zbranih del pesnikov, pisateljev in dramatikov. Spretnosti pisanja pisem za vsakdanjo rabo so učili različni priročniki, npr. Spisovnik za Slovence Matije Majarja (1850), Zbirka ljubimskih in ženitovanjskih pisem Filipa Haderlapa (1882) ali Silvester Košutnik, Največji slovenski spisovnik ljubavnih in ženitovanjskih pisem (1915) (COBISS), ki jo je izdal in založil Anton Turk in vsebuje vzorce ljubezenskih pisem. Vzorce poslovne korespondence so ponujali npr. Praprotnikov Slovenski spisovnik, svetovalec v vseh pisarskih opravilih (1879), Navodilo za spisovanje raznih pisem in opravilnih listov običajnih v vsakdanjem zasebnem in medsebnem življenji: Z mnogimi vzorci (1903), Kako naj se pišejo zasebna pisma: Obrazci rodbinskih, prijateljskih, voščilnih, sožalnih, opominjevalnih, snubilnih in drugih pisem Janka Dolžana (1910), Veliki slovenski spisovnik: Zbirka pisem, listin in vlog za zasebnike, trgovce in obrtnike Henrika Podkrajška (1919) (COBISS).

### Korespondence pomembnih ljudi
- Goethe (Friedrich Schiller, Eckermann - Pogovori z Goethejem (1959) (COBISS))
- Pierre Abélard in njegova ljubezen do učenke Heloize v knjigi Prepovedani sad: iz pisem Abélarda in Heloize (COBISS).
- Brata Grimm in Karl Lachmann v knjigi Briefwechsel der Brüder Jacob und Willhelm Grimm mit Karl Lachmann (1927) (COBISS).
- Nietzsche
- Arnold Sommerfeld
- Seneka mlajši in učenec Lucilij v knjigi Pisma prijatelju (1966) (COBISS)
- Franz Kafka (z Mileno Jesensko v knjigi Pisma Mileni Jesenski (2009) (COBISS), s Felice Bauer v knjigi Pisma Felice Bauer 1913-1917 (2011) (COBISS), Max Brod)
- Voltaire 10.000 pisem s številnimi književniki, vladarji in filozofi
- Rousseau 2500 pisem

### Korespondence pomembnih Slovencev
so znanstvenokritična edicija Inštituta za slovensko literaturo in literarne vede pri Slovenski akademiji znanosti in umetnosti. Pri projektu eZISS (Elektronske znanstvenokritične izdaje slovenskega slovstva) so od njih postavili na splet Korespondenco Žige Zoisa.
1. Korespondenca Janeza Nepomuka Primica 1808-1813 (1934) (COBISS)
2. Zoisova korespondenca (1939-1941) (COBISS) vir Arhivirano 2007-02-08 na Wayback Machine.
3. Slovenska korespondenca Vraz-Kočevar 1833-1838 (1961) (COBISS)
4. Pisma Frana Levca (1967-1973) (COBISS)
5. Pisma Frana Govekarja (1978-1983) (COBISS)
6. Pisma Matija Čopa (1986) (COBISS)
7. Korespondenca Janeza Vajkada Valvasorja z Royal Society (1987) (COBISS)
8. Pisma Primoža Trubarja (1986) (COBISS)
9. Čopovi galicijski dopisniki (1989) (COBISS)
10. Korespondenca med Franom Ramovšem in Aleksandrom Belićem (1990) (COBISS)
11. Pisma slovenskih protestnatov (1997) (COBISS)
12. Pisma Frana Kidriča Franu Ramovšu (2001) (COBISS)
13. Korespondenca med Jankom Lavrinom in Antonom Slodnjakom 1951-1983 (2002) (COBISS)
14. Janko Lavrin, Pisma v domovino (2004) (COBISS)

### Druge slovenske korespondence
- Ivan Cankar (Lavoslav Schwentner, Karel Cankar, Izidor Cankar (COBISS))
- Valentin Vodnik (Rajko Ložar, Fran Saleški Finžgar, Fran Petrè, France Koblar)
- Pisma Josipine Turnograjske in Lovra Tomana; iz nje je nastal pisemski roman Šepet rdeče zofe (COBISS) Mire Delavec.
- Manca Košir in Dušan Jovanović (v knjigi Moški : ženska : pisma (COBISS))
- Danica Tomažič in Stanko Vuk (COBISS)
- Stritarjeva Dunajska pisma (COBISS)
- Boris Pahor in Marija Žagar v knjigi Sončna ura: pisemska korespondenca Borisa Pahorja in Marije Žagar (COBISS)
- Edvard Kocbek v knjigi Peščena ura: Pisma Borisu Pahorju 1940-1980 (COBISS)
- France Pibernik v knjigah Med tradicijo in modernizmom (COBISS) in Med modernizmom in avantgardo (COBISS) objavlja korespondenco s pesniki, v Čas romana (COBISS) pa s pisatelji.
- Branko Hofman je pogovore s pripovedniki zbral v delu Pogovori s slovenskimi pisatelji (COBISS).
- Pisma Tarasa Kermaunerja v knjigah: Dialogi, 1: Nagovori, drugogovori (COBISS), Dialogi, 2: Hudogovori, pogovori (COBISS), Dialogi, 3: Razhajanja (COBISS), Dialogi, 4: Razgovori (COBISS), Dialogi, 5: Eseji, pisma, portreti (COBISS).

## Izraz korespondenca v drugih strokah
- Poslovna korespondenca pomeni dopisovanje pravnih in fizičnih oseb, kjer si izmenjujejo mnenja in ideje. Pri takšnem tipu dopisovanja je potrebno upoštevati nekatere zahteve; v besedilu uporabljamo pravilno slovenščino, smo vljudni ter kratki in jedrnati.
- Matematična korespondenca je element potenčne množice med dvema množicama (A in B).
- Trgovska korespondenca